# El principio de la incertidumbre
El principio de la incertidumbre  (en portugués: O Princípio da Incerteza) es una película dramática portuguesa de 2002 dirigida por Manoel de Oliveira. Fue exhibida en la sección oficial del Festival Internacional de Cine de Cannes de 2002.

## Reparto
- Leonor Baldaque - Camila
- Leonor Silveira - Vanessa
- Isabel Ruth - Celsa
- Ricardo Trêpa - Jose Feliciano
- Ivo Canelas - Antonio Clara
- Luís Miguel Cintra - Daniel Roper
- José Manuel Mendes - Torcato Roper
- Carmen Santos - Joana
- Cecília Guimarães - Rute
- Júlia Buisel - Tío Tofi
- Ângela Marques - Adoração
- Diogo Dória - Policía
- Antonio Fonseca - Policía
- Duarte de Almeida - Señor Ferreira
- P. João Marques - Obispo
- António Costa - Tiago
- David Cardoso - Overman